# Zeenat Aman
Zeenat Aman (ur. 19 listopada 1951) – indyjska modelka oraz aktorka filmowa.

## Wybrana filmografia
- 1980: Przygody Ali Baby i czterdziestu rozbójników jako Fatima
- 1999: Bhopal Express jako Zohrabai
- 2010: Dunno Y... Na Jaane Kyon jako Rebecca

## Nagrody
- 1973: Nagroda Filmfare dla Najlepszej Aktorki Drugoplanowej za rolę w filmie Hare Rama Hare Krishna